# Искандеров, Марс Джемалович
Марс Джемалович Искандеров (1927—2003) — советский военный учёный в области развития автоматизированных систем управления и автоматизации ВМФ СССР, доктор военных наук (1990), профессор (1990), вице-адмирал (1982). Начальник 24-й ЦНИИ ВМФ СССР (1983—1991).

## Биография
Родился 27 октября 1927 года в Казани.
В 1945 году окончил Ленинградское военно-морское подготовительное училище. С 1945 по 1950 год обучался в Высшее военно-морское училище имени М. В. Фрунзе.
С 1950 года служил в составе Военно-морского флота СССР. С 1950 по 1952 год служил на дизель-электрической торпедной подводной лодки «С-101» в должности штурмана. С 1952 года после окончания Высших ордена Ленина специальных классов офицерского состава ВМФ СССР служил на подводной лодке «С-154» в составе Балтийского флота в должности командира штурманской боевой части. С 1954 по 1959 год — старший помощник командира подводной лодки «С-338» и командир подводной лодки «С-197». С 1959 по 1962 год — начальник штаба 297-й отдельной бригады подводных лодок в составе Северного флота.
С 1962 по 1965 год обучался в Военно-морская ордена Ленина академия, после окончания был назначен командиром 297-й отдельной бригады подводных лодок. С 1967 по 1969 год — заместитель начальника оперативного управления штаба Северного флота. С 1969 по 1971 год обучался в Военной ордена Ленина Краснознамённой ордена Суворова академии Генерального штаба Вооружённых Сил СССР имени К. Е. Ворошилова, которую окончил с отличием. В 1971 году Постановлением СМ СССР ему было присвоено воинское звание контр-адмирал. С 1971 по 1977 год — начальник оперативного управления штаба Северного флота. С 1977 по 1983 год — первый заместитель начальника штаба Северного флота. В 1982 году Постановлением СМ СССР ему было присвоено воинское звание вице-адмирал.
С 1983 по 1991 год — начальник 24-й ЦНИИ ВМФ СССР, занимался решением проблем в области развития автоматизированных систем управления и автоматизации ВМФ СССР. В 1981 году М. Д. Искандеров защитил диссертацию на соискание учёной степени кандидат военных наук, в 1990 году — доктор военных наук. В 1990 году Приказом ВАК СССР уму было присвоено учёное звание профессор. М. Д. Искандеров являлся автором более восьмидесяти научных работ.
С 1991 года в запасе. С 1992 года являлся главным государственным инспектором в Госгортехнадзоре по Санкт-Петербургу, являлся — председателем Совета Татарской национально-культурной автономии Санкт-Петербурга и председателем Совета ветеранов войны, военной службы и правоохранительных органов при Татарской национально-культурной автономии Санкт-Петербурга. Помимо общественно-государственной занимался и научно-педагогической работой в Санкт-Петербургском университете МВД России и Санкт-Петербургского института пожарной безопасности МВД России в качестве профессора.
Скончался 1 октября 2003 года в Санкт-Петербурге.

## Награды, звания и премии
- Орден Красного Знамени (04.12.1974)[6]
- Орден Трудового Красного Знамени
- два ордена Красной Звезды[1][2][3][4]